# Поррас Барренечеа, Рауль
Рау́ль По́ррас Барренече́а (исп. Raúl Porras Barrenechea; 23 марта 1897, Писко, Перу — 27 сентября 1960, Лима, Перу) — перуанский историк, юрист, публицист, политик и дипломат.

## Биография
Родился в городе Писко в аристократической семье. Был племянником выдающегося дипломата Мелитона Порраса, бывшего премьер-министра и министра иностранных дел, и внуком Хосе Антонио Барренечеа, несколько раз возглавлявшего МИД. Вскоре его семья переехала в Лиму, где он окончил школу. 
В 1913 году поступил в университет Сан-Маркос на факультет искусства, где получил степень в области права в 1922 году и докторскую степень в области философии, истории и литературы в 1928 году. После ранней потери отца устроился на работу секретарём в Верховном суде Лимы.
В 1918 году он отправился вместе со студенческой делегацией в Ла-Пас (Боливия), а в следующем году в Буэнос-Айрес где он увлёкся идеями университетских реформ. В это время он работает в качестве художника для различных журналов. 
В 1919 году он был назначен личным секретарём министра иностранных дел. Затем в 1922 году он был назначен библиотекарем министерства, а в 1924 году — советником перуанской делегации в плебисцитарной комиссии по делу Такна-Арика. В 1926 году он был назначен начальником Архива границ, картографического отдела министерства, и представителем на праздновании столетия Панамского конгресса.
Он работал учителем истории в различных колледжах в Лиме. Среди прочего, преподавал испанскую литературу , историю Перу и дипломатическую историю. В 1933 году он также начал преподавать в Католическом университете Лимы. В эти годы он опубликовал несколько исторических биографий и исследований колониального периода.

В 1934 году он перебрался в Европу. Проявил себя как талантливый дипломат, представляя Перу с 1936 по 1938 год в Лиге Наций. Перед возвращением на родину в 1940 году он отредактировал некоторые работы Сесара Вальехо в Париже и продолжил свои исследования в испанских архивах. 
В 1941 году Поррас был назначен советником министерства и начальником пресс-службы. Впоследствии он был повышен до рангов полномочного министра и посла в 1942 и 1944 годах соответственно. Он вступил в Испанское общество Америки в 1944 году и получил Национальную премию в области истории в 1945 году. 
В 1948—1949 году он находился в Испании как чрезвычайный и полномочный посол. По возвращении в 1950 году он был назначен директором Института истории Университета Сан-Маркос и был избран президентом Перуанского института испаноязычной культуры.
В 1956 году Рауль Поррес Барренчеа избрался в сенат от Лимы, после чего его политическая карьера пошла вверх — в том же году стал вице-президентом своей палаты. В 1957 году он шесть месяцев исполнял обязанности председателя сената из-за внезапной смерти Хосе Гальвеса. 
В 1958 году он был назначен президентом Мануэлем Прадо на пост министра иностранных дел и пробыл в должности почти до своей смерти в 1960 году, с некоторыми перерывами из-за плохого здоровья. Тем не менее, Поррас присутствовал на 13-й Генеральной ассамблее Организации Объединенных Наций в 1958 году, на 14-й Генассамблее в 1959 году и сопровождал президента Прадо в его государственных визитах во Францию, Италию и Германию в 1960 году. В августе того же года он присутствовал на 8-й конференции министров иностранных дел США в Коста-Рике и произнес свою историческую речь против новой интервенции США на Кубе.
Тяжело больной Рауль Поррас Барренечеа подал в отставку 12 сентября 1960 года. Он скончался через пятнадцать дней, 27 сентября 1960 года в своём доме в Мирафлорес. Сейчас в его доме находится музей и штаб института, носящего его имя.
Согласно завещанию, после его смерти вся его коллекция литературы (17 467 книг, 7498 полных комплектов журналов, 1408 отдельных экземпляров журналов; 895 томов официальных публикаций, 56 томов писем, 221 годовая подшивка газет, 4893 отдельных экземпляров газет, 15 117 газетных вырезок, 588 старинных брошюр, 254 карты, 249 каталогов, 1451 монография, 5490 рукописи XVI—XIX вв.) была подарена Национальной библиотеке Перу, где обустроен «Зал Рауля Порраса Барренечеа».
Портрет Рауля Порраса Барренечеа помещён на современную перуанскую банкноту 20 новых солей.